# Tritonus
Der Tritonus, gelegentlich auch Halboktave genannt, ist ein musikalisches Intervall, das drei Ganztöne umspannt.
Das Frequenzverhältnis des Tritonus ist 45/32 ≙ 590 Cent (in gleichstufiger Stimmung 600 Cent).
Beispiel 1: Tritonus f’–h′  aufwärts und abwärts:
Beispiel 2: Hier ist im ersten Akkord, dem Dominantseptakkord  G H D F, das Intervall f' h' ein Tritonus. Der erste Ton des Intervalls f' fällt bei der Auflösung in die Terz der Tonika, der zweite Ton h' steigt in den Grundton der Tonika.
Beispiel 3 Schluss von „Wer nur den lieben Gott lässt walten“. Hier enthält der Quintsextakkord der IV. Stufe (Subdominante) den Tritonus as' d''.
Beispiel 4 Chaconne von J. S. Bach BWV 1004. Das Intervall b' e'' auf der ersten Zählzeit nach dem ersten Taktstrich ist der Tritonus als übermäßige Quarte, der folgende Akkord enthält das Tritonus-Komplementärintervall der verminderten Quinte cis' g'.
Das Wort Tritonus setzt sich aus den altgriechischen Wörtern tri- („drei“) und tónos („Spannung“, sc. der Saite, daraus metonymisch „Ton“) zusammen. Im Lateinischen wird daraus tritonus, woraus sich der Plural Tritoni ergibt.
Obwohl der Tritonus in diatonischen Tonleitern enthalten ist, wird er als übermäßige Quarte, also als chromatische Variante der reinen Quarte aufgefasst und somit nicht zu den diatonischen Intervallen gerechnet. Streng genommen gilt die Bezeichnung Tritonus nur für die übermäßige Quarte (zum Beispiel F–H), da nur sie durch drei diatonische Ganztonschritte (F–G, G–A und A–H) darstellbar ist. Es ist jedoch üblich, auch die verminderte Quinte – das Komplementärintervall zur übermäßigen Quarte, zum Beispiel H-C-D-E-F (Halbton + Ganzton + Ganzton + Halbton) – als Tritonus zu bezeichnen, da sie in der Summe ebenfalls drei Ganztöne umfasst.
Der Tritonus wurde früher wegen der mit ihm verbundenen gesangstechnischen und harmonischen Probleme auch der Teufel in der Musik (lateinisch diabolus in musica) oder Teufelsintervall genannt.

## Auflösung des Tritonus
In der europäischen Musik galt der Tritonus seit jeher als sehr instabiles Intervall, das anfangs völlig gemieden und später zumindest als unbedingt auflösungsbedürftig empfunden wurde. Diese Auflösungsbedürftigkeit sorgt dafür, dass der Tritonus einen stark dominantischen Charakter hat und seine Bestandteile als Leittöne fungieren. Die Art der Auflösung hängt davon ab, ob man den Tritonus als übermäßige Quarte oder verminderte Quinte deutet. Letztere löst sich standardmäßig „nach innen“, erstere „nach außen“ auf.
verminderte Quinte mit Auflösung

übermäßige Quarte mit Auflösung

## Wissenswertes
- Innerhalb der gleichstufigen Stimmung halbiert der Tritonus (= 6 Halbtöne) genau eine Oktave (= 12 Halbtöne).
- Im Quintenzirkel bilden die Grundtöne sich diametral gegenüberliegender Tonarten stets einen Tritonus (größtmögliche harmonische Distanz).
- Harmonisch gesehen kommt in jedem Dominantseptakkord ein Tritonus zwischen dem Terz- und dem Septimton vor, z. B. H–F bei G7.
- Im Jazz wird der Tritonus sehr häufig verwendet und spielt auch bei der Reharmonisierung von Musikstücken als sogenannte Tritonussubstitution eine wichtige Rolle.
- Im Blues gilt ein „schwebender“ Ton (siehe Blue Notes) zwischen Tritonus und reiner Quint als stilbildendes Intervall.
- In der Barockzeit ist der (unnatürliche) Gang einer Stimme in einen Tritonus eine Form des passus duriusculus (harter Gang). Analog dazu wird der Sprung in ein meist vermindertes Intervall (z. B. Tritonus) saltus duriusculus (harter Sprung) genannt. Solche durezze (= Härten) erklären sich oft durch die Thematik. Ein passus duriusculus steht oft für das Übertreten einer Grenze oder das Erreichen von Unmöglichem sowie bei unerträglichen und schmerzlichen Dingen.

## Unterschiedliche Formen des Tritonus
In der folgenden Tabelle werden neben dem gleichstufigen Tritonus einige in der Obertonreihe natürlich vorkommende Tritonusintervalle aufgelistet:
| Bezeichnung                                                | Frequenzverhältnis            | Größe in Cent |
| ---------------------------------------------------------- | ----------------------------- | ------------- |
| gleichstufiger Tritonus                                    | {\displaystyle {\sqrt {2}}:1} | 600,00        |
| übermäßige Quarte, diatonischer Tritonus (f–h)             | 45:32                         | 590,22        |
| verminderte Quinte (h–f)                                   | 64:45                         | 609,78        |
| verminderte Quinte (g–des)                                 | 17:12                         | 603,00        |
| pythagorëische übermäßige Quarte, pythagorëischer Tritonus | 729:512                       | 611,73        |
| pythagorëische verminderte Quinte                          | 1024:729                      | 588,27        |
| Huygens’ Tritonus (auch BP Quarte genannt)                 | 7:5                           | 582,51        |
| Eulers Tritonus                                            | 10:7                          | 617,49        |

## Anwendungsbeispiele
Der Tritonus kann in jeglicher Musik eingesetzt werden, die viel mit tonalen Spannungen arbeitet, da dieses Intervall stärker als viele andere nach Auflösung verlangt. Tritonushaltige Akkorde eignen sich auch besonders gut für chromatische oder enharmonische Modulationen. Oft ist der Tritonus aber auch in einer über diese alltägliche satztechnische Funktion hinausgehenden Bedeutung verwendet worden. Sein Ruf als „Teufelsintervall“ (diabolus in musica) wurde häufig genutzt, um tonsymbolisch Düsteres, Schmerzliches, Unheimliches oder Dämonisches darzustellen.

### Klassische Musik
- Oft bei Johann Sebastian Bach, z. B. in einem Rezitativ der Matthäuspassion, das Jesu Begegnung mit einem Aussätzigen thematisiert, in der Arie aus der Kantate Nr. 170 „Mir ekelt mehr zu leben“, und im Thema der gis-Moll-Fuge aus dem Wohltemperierten Klavier Band 1.
- In Vivaldis Credo RV 591, 4. Satz, auf „resurrectionem“
- In Beethovens Oper Fidelio: Paukenmotiv in der Einleitung zur Kerkerszene des 2. Aktes
- In Mendelssohn Bartholdys Elias als Fluchmotiv
- Chromatische Tritonusketten in beiden Händen in Chopins Klavieretüde op. 10,3 zur Vorbereitung des Höhepunktes. Hierbei wird die Tonalität praktisch aufgelöst.
- Als Einleitung in Liszts Après une lecture du Dante
- Beim markanten Einsatz der Solo-Violine in Saint-Saëns’ Danse Macabre op. 40; die Bedeutung im Werk ergibt sich aus dessen Titel und dem Kontext.
- Für die unheimlichen „Lockrufe“ der Hexe im Mittelteil der Hütte der Baba Jaga in Mussorgskis Bilder einer Ausstellung
- mehrmals im War Requiem von Benjamin Britten
- In Richard Wagners Oper Der fliegende Holländer im Holländer-Monolog des Vorspiels, und in seinem Musikdrama Siegfried im Vorspiel und bei Gesangspassagen des Drachen Fafner (wird nicht aufgelöst)
- Als zentrales thematisches und strukturbildendes Element in der 4. Symphonie von Jean Sibelius
- Das 2e Concerto pour Violon von Tivadar Nachéz beginnt mit einer verminderten, fallenden  Quinte (H-E#) in viermaliger, einstimmiger Wiederholung.
- Der Anfang der Sonate op. 1 für Klavier von Alban Berg beginnt mit einer reinen Quarte, gefolgt von einem Tritonus (g-c-fis).
- In der Motette Remember not, Lord, our offences von Henry Purcell.

### Musical, Film, TV
- West Side Story: Maria (aufsteigender Tritonus vom 1. auf den 2. Ton des Themas)[Anm. 6]
- In der Filmmusik zu „Ben Hur“: Marsch durch die Wüste (Jesus reicht eine Schale Wasser)
- Im „Raptoren-Motiv“ von John Williams’ Filmmusik zu Jurassic Park
- An mehreren Stellen in der Filmmusik zu Star Trek II: Der Zorn des Khan und Star Trek III: Auf der Suche nach Mr. Spock von James Horner
- Im Abspann der Muppet Show (absteigender Tritonus vom vorletzten auf den letzten Ton)
- In der Titelmusik der Simpsons (wird dann in die Quinte aufgelöst)

### Rockmusik
- Als Einleitung in Jimi Hendrix’ Purple Haze
- Als Ostinatobegleitung des Lieds Black Sabbath von Black Sabbath
- Am Anfang des Liedes YYZ der Band Rush wird der IATA-Flughafencode des Flughafens von Toronto in Morsecode als Tritonusriff im 5/4-Takt aufgegriffen.
- Im Lied Rockin’ All over the World von Status Quo
- Der experimentelle Gitarrist Buckethead macht ebenfalls häufig Gebrauch, um manche Passagen „unnatürlich“ oder „roboterhaft“ erscheinen zu lassen. Ein Teil des Solos seines Liedes Jordan besteht fast ausschließlich aus diesem Intervall.
- Im Intro des Liedes Blind von Korn.
- Das Album Diabolus in Musica der Thrash-Metal-Band Slayer ist nach dem Intervall benannt.
- Im Intro des Stückes Liar von Emilie Autumn
- Im Hauptriff des Lieds Enter Sandman von Metallica.
- Im Hauptriff des Lieds Broken Mirrors von Rise Against
- Am Ende des Stücks Into the Fire von Deep Purple.